# IJsselallee

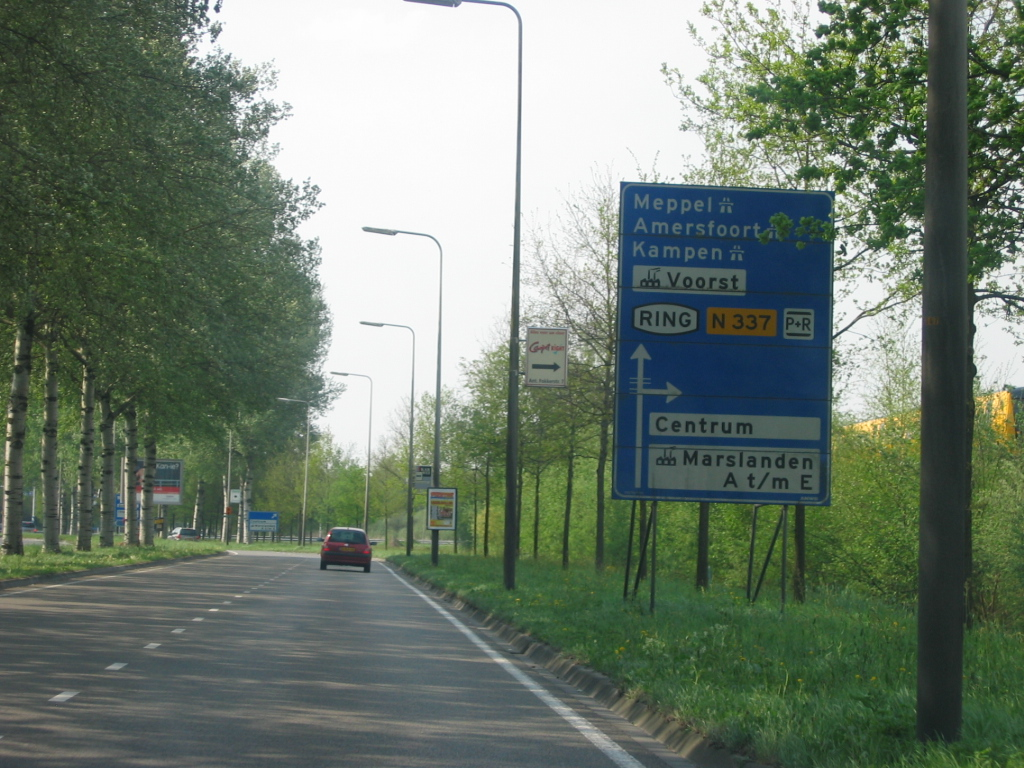
IJsselallee in Zwolle-Zuid

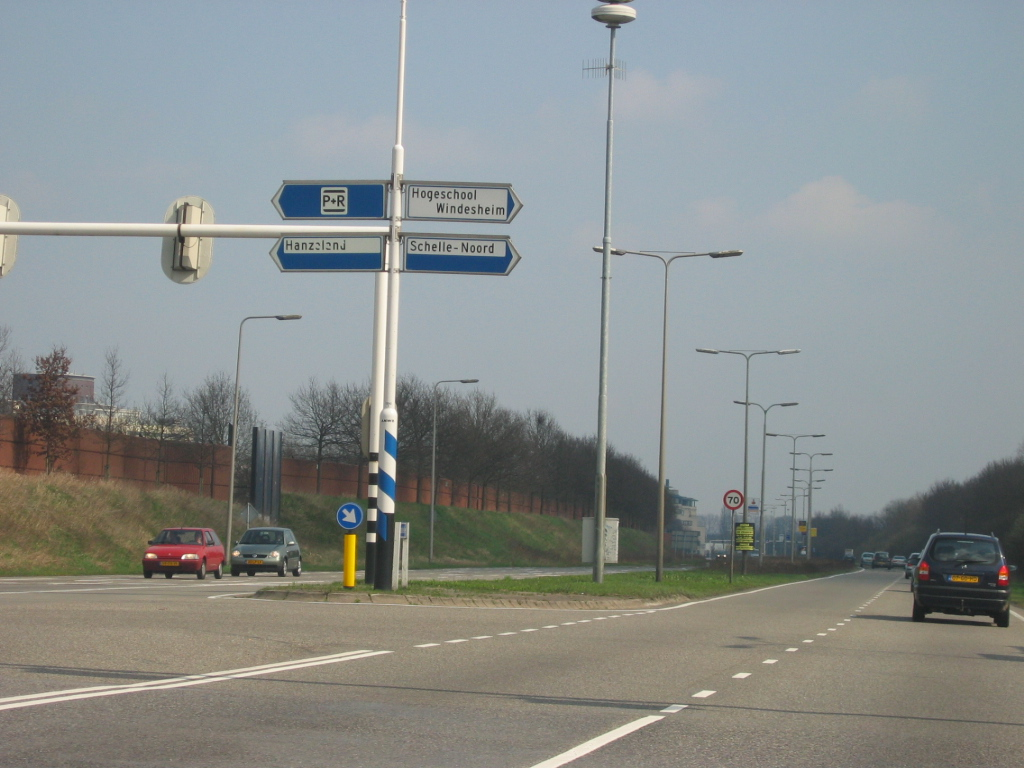
IJsselallee bij Hanzeland

De IJsselallee is een weg in Zwolle, onderdeel van de ring Zwolle. De weg is onderdeel van de N337 en is 4,5 kilometer lang.

## Ontsluiting en files
De weg is aangelegd ter ontsluiting van Zwolle-Zuid, maar verwerkt ook veel verkeer vanaf de N35 uit Almelo, en de N337 uit Deventer. Met 35.000 voertuigen per dag is het een van de drukste wegen van Zwolle. Er staan ook regelmatig files. Er komt een studie naar de fileproblemen op de IJsselallee. Een betere afstelling van de verkeerslichten, of een verbreding naar drie rijstroken.

## Specificaties
Er zijn zeven verkeerslichten aan de IJsselallee, vanaf de A28: Spoolderplein, Spoolderbergweg, Nieuwe Veerallee, Hanzeallee, Hanzelaan/Reysigerweg, Ittersumallee en de Oldeneelallee/Wijheseweg.

De weg kent twee kunstwerken; een brug over de spoorlijn Zwolle - Amersfoort en het rangeerterrein, en een tunnel onder de spoorlijn Zwolle - Deventer. Het laatste stuk loopt de weg parallel aan de spoorlijn Zwolle - Almelo. Onder de IJsselallee zijn drie fietstunnels aangelegd, bij de wijk Veerallee, bij Hanzeland, en bij Gerenlanden.

De IJsselallee is uitgevoerd als twee maal twee rijstroken, maar tussen de Hanzeallee en de Nieuwe Veerallee zijn drie rijstroken richting de A28.

De maximumsnelheid is 70 kilometer per uur, en er staan zes flitspalen om dit te handhaven.